# 陳員韜

陳員韜

陳 員韜（ちん いんとう、生年不詳 - 1452年）は、明代の官僚。字は従頤、号は勿斎。本貫は台州府臨海県。

## 生涯
1430年（宣徳5年）、進士に及第した。新城知県に任じられた。1442年（正統7年）、山西道監察御史となった。四川巡按をつとめ、貪婪な官吏を降格し、廉潔な官吏を推奨し、死刑囚40人あまりの冤罪を雪いだ。1448年（正統13年）、官軍が鄧茂七の乱の鎮圧に出動すると、員韜は福建に赴いて民衆の安撫にあたり、誣告によって反乱側とされた1000家あまりを釈放させた。部下に賄賂を要求した都指揮の蔣貴や病のために軍を率いることのできなくなった都督の范雄を弾劾して罷免させた。広東右参政や福建右布政使を歴任し、民心の安定につとめた。1452年（景泰3年）9月、死去した。著書に『勿斎稿』1巻があった。
子に陳選があった。